# Eleutherococcus divaricatus
Eleutherococcus divaricatus är en araliaväxtart som först beskrevs av Siebold och Joseph Gerhard Zuccarini, och fick sitt nu gällande namn av Shiu Ying Hu. Eleutherococcus divaricatus ingår i släktet Eleutherococcus och familjen Araliaceae.

## Underarter
Arten delas in i följande underarter:
- E. d. chiisanensis
- E. d. divaricatus